# Les Deux Amis
Les Deux Amis is een Franse film uit 2015, geregisseerd door Louis Garrel, gebaseerd op het toneelstuk Les caprices de Marianne uit 1831 van Alfred de Musset. De film ging in première op 18 mei op het Filmfestival van Cannes in de sectie Semaine de la critique.

## Verhaal
Mona, een broodjesverkoopster in het Noordstation, is uit de gevangenis vrijgelaten om te werken en probeert haar verleden verborgen te houden. Clément is een verlegen acteur die wanhopig probeert indruk te maken op Mona. Hij roept de hulp in van zijn vriend, de extraverte Abel. Maar Mona geraakt meer en meer geïnteresseerd in Abel zodat de vriendschap tussen de twee vrienden onder druk komt te staan.

## Rolverdeling
| Acteur              | Personage           |
| ------------------- | ------------------- |
| Golshifteh Farahani | Mona                |
| Louis Garrel        | Abel                |
| Vincent Macaigne    | Clément             |
| Laurent Laffargue   | le metteur en scène |
| Rachid Hami         | de acteur           |
| Pierre Maillet      | hotelreceptionist   |

## Prijzen en nominaties
De belangrijkste:
| Jaar | Prijs         | Categorie                    | Genomineerde(n)     | Uitslag     |
| ---- | ------------- | ---------------------------- | ------------------- | ----------- |
| 2016 | Prix Lumières | Beste debuutfilm             | Louis Garrel        | Genomineerd |
| 2016 | Prix Lumières | Beste acteur                 | Vincent Macaigne    | Genomineerd |
| 2016 | Prix Lumières | Beste jong vrouwelijk talent | Golshifteh Farahani | Genomineerd |
| 2016 | Prix Lumières | Beste cinematografie         | Claire Mathon       | Genomineerd |